# Len Brown
Leonard Charles Brown (Auckland, 1 de octubre de 1956) es un exalcalde de Auckland, cabeza del Consejo de Auckland. Ganó las elecciones de alcalde de Auckland el 9 de octubre de 2010 y juro al cargo el 1 de noviembre de 2010, siendo el primero en poseer el cargo para la nueva "Super Ciudad", y fue reelecto en 2013. Brown anteriormente había sido Alcalde de Manukau, cargo asumido en octubre de 2007, la segunda vez que se postuló para el cargo. Brown está casado con Shirley Anne "Shan" Inglis, y tiene tres hijas: Samantha, Olivia y Victoria.

## Biografía
Brown nació en Taumarunui, una ciudad pequeña en King Country, en la zona central de la Isla Norte de Nueva Zelanda. Su familiar se mudó a Otara, al sur Auckland, a sus siete años. Asistió a la Escuela Primaria Mayfield, la Escuela Intermedia Papatoetoe y el Colegio de La Salle.
Recuerda su juventud en Nueva Zelanda cariñosamente, remarcándola como "generoso, días generosos". Su vida ha sido descrita como un ciclo entre su familia, la iglesia, la escuela y su comunidad. Sus padres, Tom y Ngaire, fueron descritos como fuertes creyentes en la equidad y justicia social, así como miembros activos en la comunidad. Aunque no había crecido totalmente en Auckland, su familia a menudo viajaba allí para ver a sus parientes, sus padres primeramente habiéndose mudado a Taumarunui del sur de Auckland.
Siendo un abogado, Brown era socio en el bufete Wynyard Wood, y cofundador de Servicio Legal Libre Howick. En 1990, Brown fue conmemorado la Medalla de Conmemoración de 1990 de Nueva Zelanda.

## Carrera política
Obtuvo su primer cargo como concejal del Consejo de Manukau en 1992, y continuo con el cargo hasta 2004, cuándo decidió no postularse para una reelección. Brown también fue presidente del Consejo de Salud de los Condados de Manukau desde 1998. Brown se postuló para alcalde de Manukau en 2004, y fue derrotado por el entonces alcalde Barry Curtis por menos de 600 votos. Brown consideró pedir un recuento de los votos, pero decidió que no era tan cercano para justificar la petición. A pesar de su afiliación con el Partido Laboral desde los 17 años, Brown no estuvo en boleta de la elección general de 2005, y en cambio regreso a trabajar para Wynyard Wood.

### Alcalde de Manukau City
Brown anunció su candidatura para la alcaldía de la Ciudad de Manukau en 2006, Barry Curtis anunció que no buscaría una novena reelección, la oposición principal de Brown era corredor Olímpico Dick Quax y la personalidad radiofónica Willie Jackson. Brown dimitió de Wynyard Wood en 2007 para centrarse exclusivamente en su candidatura. En agosto de 2007, Quax y Brown se encontraban cercanos en las encuestas. Brown promovió varias políticas, entre las que se incluyen; limitar las tasas en el coste de la inflación, aumentar el transporte público, y trabajar con la juventud en la región.
Brown ganó las elecciones locales de 2007 con más de 32,000 votos; seguido por Dick Quax quien obtuvo menos de 18,000, la elección fue denominada en forma humorística como un ''Lenslide'' por los locales. Esté juro al cargo el 26 de octubre de 2007 en el Ayuntamiento del Consejo de Manukau.
El 31 de mayo de 2008, Brown sufrió un infarto, mientras se encontraba en una ceremonia de premios musicales. La condición surgió de un problema cardiaco congénito y Brown fue ingresado al Hospital de Auckland. Brown tuvo una cirugía de bypass exitosa dos días más tarde y tuvo una recuperación completa, regresando a sus deberes después de unos cuantos meses. Su mujer reconoció que el ataque no fue causa de estrés, sino que fue hereditario, puesto que la madre de Len habiendo muerto de un ataque al corazón a los 47 años.

### Candidatura a la Alcaldía de Auckland
En agosto de 2009, Brown anunció que se postularía para la alcaldía del recién formado Consejo de Auckland en las elecciones de alcalde de Auckland de 2010. Su discurso de campaña se centró en la entrega de transporte público, la propiedad pública de los recursos públicas de la región, la protección medioambiental, el desarrollo económico y social. Ganó las elecciones por una mayoría de 65,945 votos sobre su rival principal, El alcalde de la Ciudad de Auckland John Banks , el 9 de octubre de 2010, con un gasto de campaña de aproximadamente $390,000.

#### Tarjeta de crédito y gastos
En junio de 2010, Brown obtuvo la atención de medios de comunicación por asunto que relacionan a su tarjeta de crédito del consejo y otras reclamaciones de gasto del consejo, el cual incluía artículos de naturaleza personal como juguetes, víveres e insecticidas. Sus declaraciones por las compras fueron también examinadas en una reunión del consejo, donde Brown repetidamente golpeo su cara y se volvió emocional. Un advisor más tarde explicó que el comportamiento emocional de Brown era atribuido a su uso de un tradición Maorí, lo cual Brown posteriormente negó.
Otra reclamación de gastos del consejo incluía una cena en un restaurante por $810, Brown rechazo revelar quién asistió. Mencionó que el evento era una recaudación de fondos para un cantante local para la cual el Consejo compró una mesa, una explicación que más tarde sustento el artista.

## Alcalde de Auckland

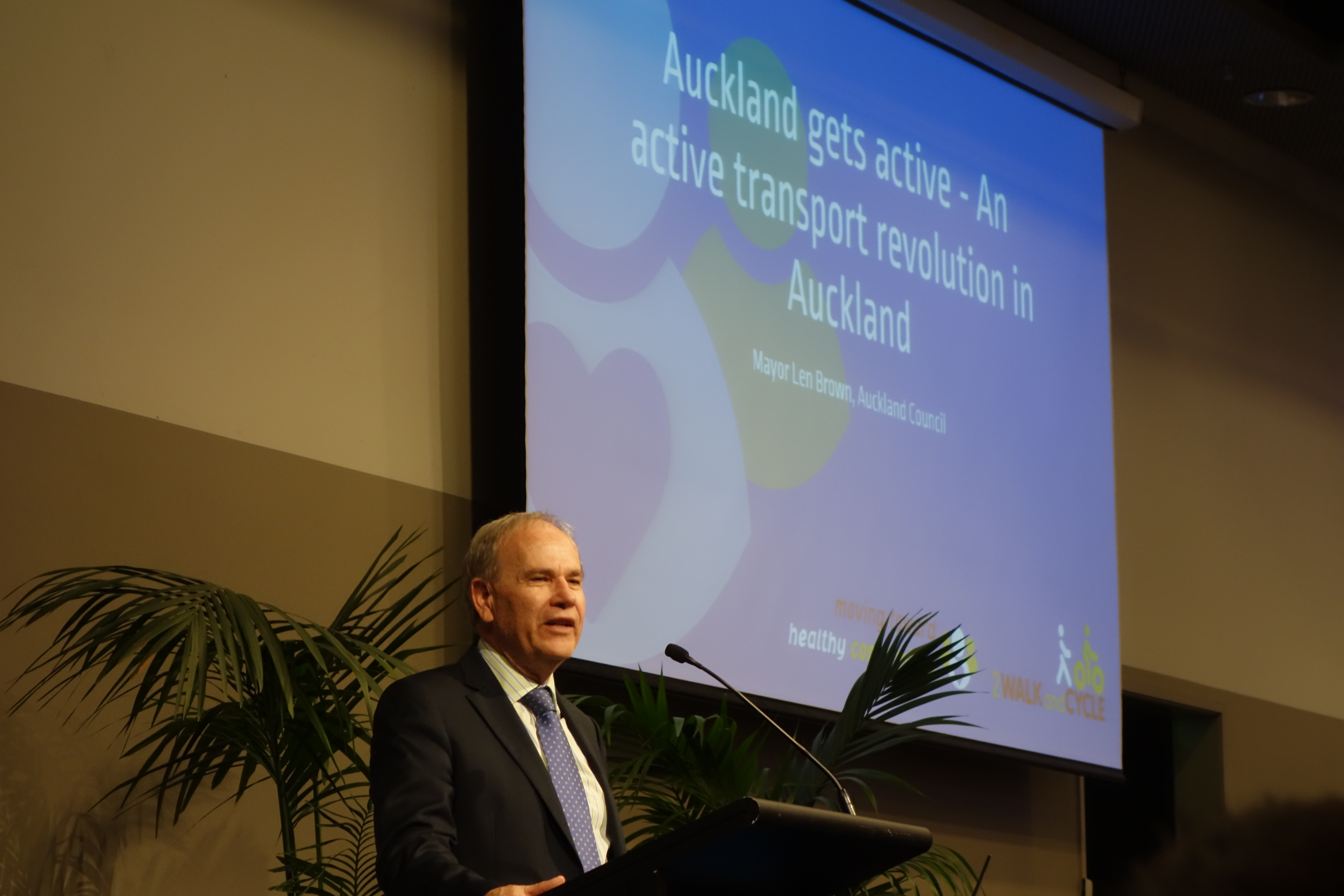
Brown durante una charla en la conferencia 2WALKandCYCLE, 2016

Como alcalde de Auckland, Brown defendió el Auckland Rail-Link propuesto, para fomentar el uso del transporte público. En junio de 2013, el Gobierno Nacional aceptó financiar la construcción del proyecto, y su construcción comenzó a finales de 2015.
Brown fue reelegido en las elecciones de alcalde de Auckland de 2013, obteniendo el 46.6% de los votos. En respuesta a la baja participación (34%, el registro más bajo de la historia en Auckland), Brown mencionó que las próximas elecciones tendrían que incluir votos electrónico y tener lugar en un solo día, en vez de realizarse durante tres semanas. A finales de 2015, declaró que no participaría en las elecciones de alcalde de Auckland de 2016, y fue sucedido en el cargo por Phil Goff a raíz de aquella elección.

### Relación extramarital
Días después de su reelección en 2013, rumores señalando que Brown tuvo una relación extramarital durante dos años con Bevan Chuang, una mujer más joven quién sirvió en una junta asesora del Consejo de Auckland, y que mantuvo sexo con Chuang en la oficina del alcalde y el ayuntamiento. Brown realizó una declaración que confirma el asunto, aunque no los detalles de dónde tuvieron sexo. Más tarde esa semana, Chuang reclamo que fue presionada para salir públicamente por un miembro del equipo electoral del rival a la candidatura de John Palino, lo que luego lamentó haber hecho.
El Consejo de Auckland realizó una investigación sobre los gastos realizados por el alcalde, el cual respaldó su insistencia en que él consejo nunca había gastado dinero en Chuang. El informe encontró que había recibido actualizaciones no reveladas de los hoteles en los alrededores de la ciudad. La Oficina de Fraudes Graves determinó que el asunto no requirió investigaciones más profundas o enjuiciamiento, y el procurador general denegó la autorización para realizar un proceso privado por corrupción por carencia de evidencia apropiada.

## Vida privada
Brown está casado con Shirley Anne Inglis y tienen tres hijos. Viven en el suburbio de Totara Park, Manukau.